# (73028) 2002 EK78
(73028) 2002 EK78 – planetoida z pasa głównego asteroid okrążająca Słońce w ciągu 4,1 lat w średniej odległości 2,56 j.a. Odkryta 11 marca 2002 roku.